# شمس الدين الرملي
شمس الدين بن شهاب الدين الرملي المنوفى المصري الأنصاري المشهور بالشافعي الصغير (مواليد 919 هـ، منية رملة بالمنوفية - توفي 1004هـ، القاهرة ) من علماء القرن العاشر الهجري ، ولقبه البعض بمجدد القرن العاشر، ووالده هو شهاب الدين الرملي الذي اشتغل بالفقه والتفسير والنحو.

## شيوخه
- شهاب الدين الرملي
- القاضي زين الدين أبو يحيي زكريا بن محمد زكريا الأنصاري
- برهان الدين أبو اسحاق إبراهيم بن محمد بن أبي بكر بن علي بن مسعود بن رضوان بن أبي شريف
- شهاب الدين أحمد بن عبد العزيز علي الفتوحي بن النجار الحنبلي
- قاضي القضاة شرف الدين يحيي بن إبراهيم الدميري المالكي[6]
- نور الدين علي بن ياسين الطرابلسي الحنفي
- سعد الدين محمد بن محمد بن علي الذهبي الشافعي[7]

## مؤلفاته
- نهاية المحتاج شرح المنهاج، وهو شرح على منهاج الطالبين للنووي
- الغرر البهية في شرح المناسك النووية، هو شرح المناسك للنووي
- غاية البيان في شرح زبد ابن رسلان[8]، وهو شرح كتاب صفوة الزبد الشافعية لابن رسلان
- عمدة الرابح في معرفة الطريق الواضح[9]، شرح علي هدية الناصح وحزب الفلاح الناجح لأحمد الزاهد
- الفتاوي
- شرح البهجة الوردية
- شرح العقود في النحو
- شرح متن الاجرومية
- شرح منظومة ابن العماد في العدد